# 筑波站
筑波站（日语：／ Tsukuba eki */?）是一個位於茨城縣筑波市吾妻二丁目，屬於首都圈新都市鐵道筑波快線的鐵路車站。車站編號是TX20，是該線的終點。

## 車站結構
島式月台1面2線的地下車站。此站是茨城縣内首先和現時唯一的地下車站（若排除掘割型地下車站未來平站），位於筑波研究學園都市的都心地區學園中央通地下。

### 月台配置
| 月台 | 路線     | 方向       |
| ---- | -------- | ---------- |
| 1、2 | 筑波快線 | 秋葉原方向 |

## 使用情況
2016年度的1日平均上車人次為18,425人。全線次於秋葉原站、北千住站、流山大鷹之森站、南流山站、守谷站、八潮站、新御徒町站排行第8位。
開業以來的1日平均上車人數如下表。
| 年度               | 1日平均 上車人次 |
| ------------------ | ---------------- |
| 2005年（平成17年） | 11,126           |
| 2006年（平成18年） | 12,089           |
| 2007年（平成19年） | 13,676           |
| 2008年（平成20年） | 14,709           |
| 2009年（平成21年） | 15,117           |
| 2010年（平成22年） | 15,529           |
| 2011年（平成23年） | 15,638           |
| 2012年（平成24年） | 16,637           |
| 2013年（平成25年） | 17,419           |
| 2014年（平成26年） | 17,131           |
| 2015年（平成27年） | 17,834           |
| 2016年（平成28年） | 18,425           |

## 相鄰車站
首都圈新都市鐵道
 筑波快線
■快速
守谷（TX15）－筑波（TX20）
■通勤快速、■區間快速、■普通（區間快速至守谷為止各站停車）
研究學園（TX19）－筑波（TX20）

## 外部連結
- 筑波站 | 車站資訊、路線圖 | 筑波快線 （页面存档备份，存于）